# Copa Brasil de clubes de Fútbol Playa
La Copa Brasil de Clubes de Fútbol Playa es un torneo realizado por la Confederação Brasileira de Beach Soccer realizado por primera vez en 2011 en la ciudad de Manaus. Su primera edición tuvo como campeón el Botafogo y la última el Sampaio Corrêa; Vasco da Gama y Sampaio Corrêa son los mayores  ganadores del torneo, con dos títulos cada.
El campeón clasifica a la Copa Libertadores de fútbol playa.

## Resultados
| Año     | Sede                    | Campeón        | Final Resultado | Subcampeón     | Tercer lugar  | Resultado | Cuarto lugar   |
| ------- | ----------------------- | -------------- | --------------- | -------------- | ------------- | --------- | -------------- |
| 2011    | Manaus                  | Botafogo       | 8 – 3           | Vasco da Gama  | Corinthians   | 5 – 2     | Flamengo       |
| 2012    | Manaus                  | Vasco da Gama  | 5 – 2           | Sampaio Corrêa | Flamengo      | 3 – 1     | Cruzeiro       |
| 2013    | Manaus                  | Flamengo       | 3 – 2           | Sport          | Vasco da Gama | 6 – 5     | Sampaio Corrêa |
| 2014    | Manaus                  | Vasco da Gama  | 6 – 2           | Sport          | Flamengo      | 4 – 3     | Vilavelhense   |
| 2016    | São Luís                | Sampaio Corrêa | 5 – 1           | Espírito Santo | Vasco da Gama | 6 – 5     | Rio Branco     |
| 2017-18 | Maceió y Río de Janeiro | Sampaio Corrêa | 7 – 2           | Vitória        | Vasco da Gama | 4 – 1     | Botafogo       |
| 2019    | -                       | Bandera de ?   | –               | Bandera de ?   | Bandera de ?  | –         | Bandera de ?   |

### Títulos por equipo
| Equipo         | Campeón           | Subcampeón     | Tercer lugar            | Cuarto lugar |
| -------------- | ----------------- | -------------- | ----------------------- | ------------ |
| Vasco da Gama  | 2 (2012, 2014)    | 1 (2011)       | 3 (2013, 2016, 2017-18) | 0            |
| Sampaio Correa | 2 (2016, 2017-18) | 1 (2012)       | 0                       | 1 (2013)     |
| Flamengo       | 1 (2013)          | 0              | 2 (2012, 2014)          | 1 (2011)     |
| Botafogo       | 1 (2011)          | 0              | 0                       | 1 (2017-18)  |
| Sport Recife   | 0                 | 2 (2013, 2014) | 0                       | 0            |
| Espírito Santo | 0                 | 1 (2016)       | 0                       | 0            |
| Vitória        | 0                 | 1 (2016)       | 0                       | 0            |
| Corinthians    | 0                 | 0              | 1 (2011)                | 0            |
| Cruzeiro       | 0                 | 0              | 0                       | 1 (2012)     |
| Vilavelhense   | 0                 | 0              | 0                       | 1 (2014)     |
| Rio Branco     | 0                 | 0              | 0                       | 1 (2016)     |

### Títulos por estado
| Estado         | Campeón | Subcampeón | Tercer lugar | Cuarto lugar |
| -------------- | ------- | ---------- | ------------ | ------------ |
| Río de Janeiro | 4       | 1          | 5            | 2            |
| Maranhão       | 2       | 1          | 0            | 1            |
| Pernambuco     | 0       | 2          | 0            | 0            |
| Espírito Santo | 0       | 1          | 0            | 2            |
| Bahía          | 0       | 1          | 0            | 0            |
| São Paulo      | 0       | 0          | 1            | 0            |
| Minas Gerais   | 0       | 0          | 0            | 1            |